# 의정부서초등학교
의정부서초등학교(議政府西初等學校)는 대한민국 경기도 의정부시에 있는 공립 초등학교이다.

## 학교 연혁
- 1988년 2월 6일 의정부서국민학교 설립 인가(33학급)
- 1989년 3월 2일 개교. 31학급 편성(1~5학년)
- 1991년 1월 17일 의정부서초등학교 병설유치원 1학급 인가
- 1993년 2월 28일 16교실 증축. 급식소 신축.
- 1995년 11월 6일 경기도의정부교육지원청 지정 독서시범학교 운영(2년)
- 1996년 3월 1일 의정부서초등학교로 개칭
- 1998년 10월 28일 경기도의정부교육지원청 지정 국제이해교육시범학교 운영(2년)
- 2002년 3월 1일 경기도교육청 지정 지역사회협의학교 운영(2년)
- 2003년 3월 1일 경기도교육청 지정 과학교육선도학교 운영(2년)
- 2005년 9월 1일 경인교육대학교 교육 실습학교 운영(4년 6개월)
- 2012년 3월 1일 경인교육대학교 교육 실습학교 운영(5년)
- 2013년 2월 15일 제23회 졸업식(242명 졸업, 총 8,424명)
- 2013년 3월 1일 39학급 편성(특수 2), 유치원 1학급
- 2013년 3월 1일 창의지성 행복학교 운영
- 2013년 9월 1일 제7대 오성렬 교장 취임

## 같이 보기
- 의정부서초등학교 축구단